# Luis Riveros
Luis Enrique Riveros Valenzuela (* 24. März 1998 in Isla Umbú) ist ein paraguayischer Fußballspieler auf der Position eines Stürmers.

## Karriere
Luis Riveros begann seine fußballerische Laufbahn in der Stadtauswahl von Pilar, bevor er in die Jugendabteilung des RI 3 Corrales wechselte. Im Juni 2016 zog es ihn nach Chile, wo er auf Vermittlung des ehemaligen Fußballprofis Carlos Guirland zur Universidad de Concepción kam. Sein Debüt in der Primera División Chiles feierte er am 1. April 2017 in einem Spiel gegen Universidad de Chile. Während seiner Zeit bei Universidad de Concepción wurde Riveros mehrfach verliehen: 2017 an Naval, 2020 an Deportes Colchagua sowie von 2020 bis 2021 an Fernández Vial.
2022 wechselte Riveros zu Audax Italiano. Im Juli 2023 kehrte er in seine Heimat zurück und schloss sich auf Leihbasis für ein Jahr dem Spitzenklub Cerro Porteño an, der die Kaufoption für Riveros nicht zog. Im Juli 2024 wurde er erneut in sein Heimatland verliehen, diesmal an Tacuary. Zur Saison 2025 kehrte er zu Audax Italiano zurück.